# 新傳企劃
新傳企劃（英語：New Media Lab，港交所：1284），是一間於香港營運的數碼媒體公司及內容出版商，並透過旗下的新傳媒集團（英語：New Media Group）所經營的多個媒體品牌，在多個出版數碼平台提供發放內容。

## 媒體品牌
在2023年，新傳媒集團旗下擁有《東方新地》、《新假期》、《新假期Jetso》、《新Monday》、《more》、《Sunday Kiss 親子童萌》、《GOtrip》、《經濟一週》、《SSwagger》及《Madame Figaro HK》，提供旅遊及娛樂、餐飲、時尚及生活、運動、財經及分析和本地文化及趨勢等。
該集團發展全面的線上線下平台和社交網絡，提供一站式的解決方案去接觸不同的目標客戶。其擁有全方位渠道和強大的數據庫，可應用於內容創作、品牌建立、忠誠度強化、推行策略性活動和拓展數碼營銷市場上，滿足客戶的各種銷售和推廣需求。

## 簡介
新傳媒集團成立於1999年6月，隸屬英皇國際旗下，直至2006年被私有化。它主要從事發行及推廣旗下的周刊雜誌。初時集中出版《新假期》雜誌，後來又收購了數本刊物，當中歷史最悠久的是在1981年創刊的《經濟一週》；2008年2月12日以「新傳媒集團控股有限公司」名義於在香港交易所主板上市。2016年9月26日，它宣佈自10月13日起，將《新假期周刊》、《東方新地》、《新Monday》、《more》四本雜誌合併一書，逢星期四出版，原因是集團裁員過百人以重組部門架構。
新傳媒集團擁有及出版六份刊物：
- 《東方新地》：2001年起由新傳媒集團主理，報導香港娛樂新聞
- 《新假期》：於1999年創刊，是一本關於健康、消閒旅遊的雜誌
- 《新Monday》：自2001年起由新傳媒集團主理，以年輕人為讀者
- 《經濟一週》：於1981年創刊，提供一些環境、經濟的資訊
- 《Madame Figaro Hong Kong》：於2019年由新傳媒從法國引進，每季出版關於時尚生活的雜誌[6][7]
- 《流行新姿Fashion & Beauty》：自2003年起由新傳媒集團主理，以時裝、美容及生活為主

另外，集團又於2000年創立「經要文化」出版各系列叢書，並開發網上平台拓展內容業務和發展海外市場。可是，英皇集團旗下的已停刊的《新報》並不屬於新傳媒集團。2021年1月1日，基於香港傳統印刷媒體式微，且受到新冠肺炎疫情影響，集團決定停印《東方新地》、《新假期》和《新Monday》的實體版雜誌，把資源投放在網上平台。

## 其他業務發展
新傳媒集團於2008年1月28日宣佈，計劃於香港聯合交易所主板上市的詳情，並在同年2月12日於聯交所主板正式掛牌，股份編號為708；當時已被恆大新能源汽車取代，而這次上市之聯席保薦人是永豐金證券（亞洲）有限公司及英皇融資有限公司，牽頭經辦人則為英皇證券（香港）有限公司。2009年2月12日，它與 2DiC 共同合作開研的「嘟嘟碼」（dood me co）在香港無線科技商會主辦的《香港資訊及通訊科技獎2008》中，獲得最佳無間斷網絡「流動資訊娛樂」獎銅獎。而《新假期》及《新Monday》為首間平面媒體引入「嘟嘟碼」科技。2011月1月19日，它正式開始發展線上業務，
新傳媒集團於2010年11月收購九龍鴻圖道82號觀塘內地段646號，作為辦公室及生產線的根據地；當時佔地約10,000平方呎，為一幢10層高的工業大廈，總建築面積約為89,500平方呎。
2021年11月尾，集團搬遷至九龍觀塘區海濱道77號海濱匯1座8樓。

## 外部連結
- 英皇集團官方網址 （页面存档备份，存于）
- 英皇集團 - 新傳媒集團 （页面存档备份，存于）
- 新傳媒集團有限公司 （页面存档备份，存于）